# Nikólaos Andriakópulos
Nikólaos Andriakópulos (en grec Νικόλαος Ανδριακόπουλος, Patres, 1878 – després de 1896) va ser un gimnasta grec que va prendre part en els Jocs Olímpics de 1896, a Atenes.
Andriakópulos va disputar dues proves de gimnàstica, la prova d'escalada de corda i la de barres paral·leles per equip. En la prova d'escalada de corda, de 14 metres de llargada, ell i el seu compatriota Thomas Xenakis foren els únics en completar l'ascens. Andriakópulos fou el més ràpid, amb un temps de 23,4 segons, per la qual cosa va guanyar la medalla d'or. En les barres paral·leles per equip formà part de l'equip Panellinios Gymnastikos Syllogos, que finalitzà en la segona posició final, aconseguint una medalla de plata.